# 卢塞恩大学
卢塞恩大学 (英語：University of Lucerne)是一所位于瑞士卢塞恩的公立大学。

## 历史
1574年在天主教米兰总教区嘉祿·鮑榮茂建议下，卢塞恩耶稣会学院在此成立，2000年卢塞恩大学正式建立，是瑞士十二所公立大学之一。尽管它是最年轻办学规模最小的大学，但在诸多领域拥有世界一流水平，其中人文社科是其强项。

## 画廊

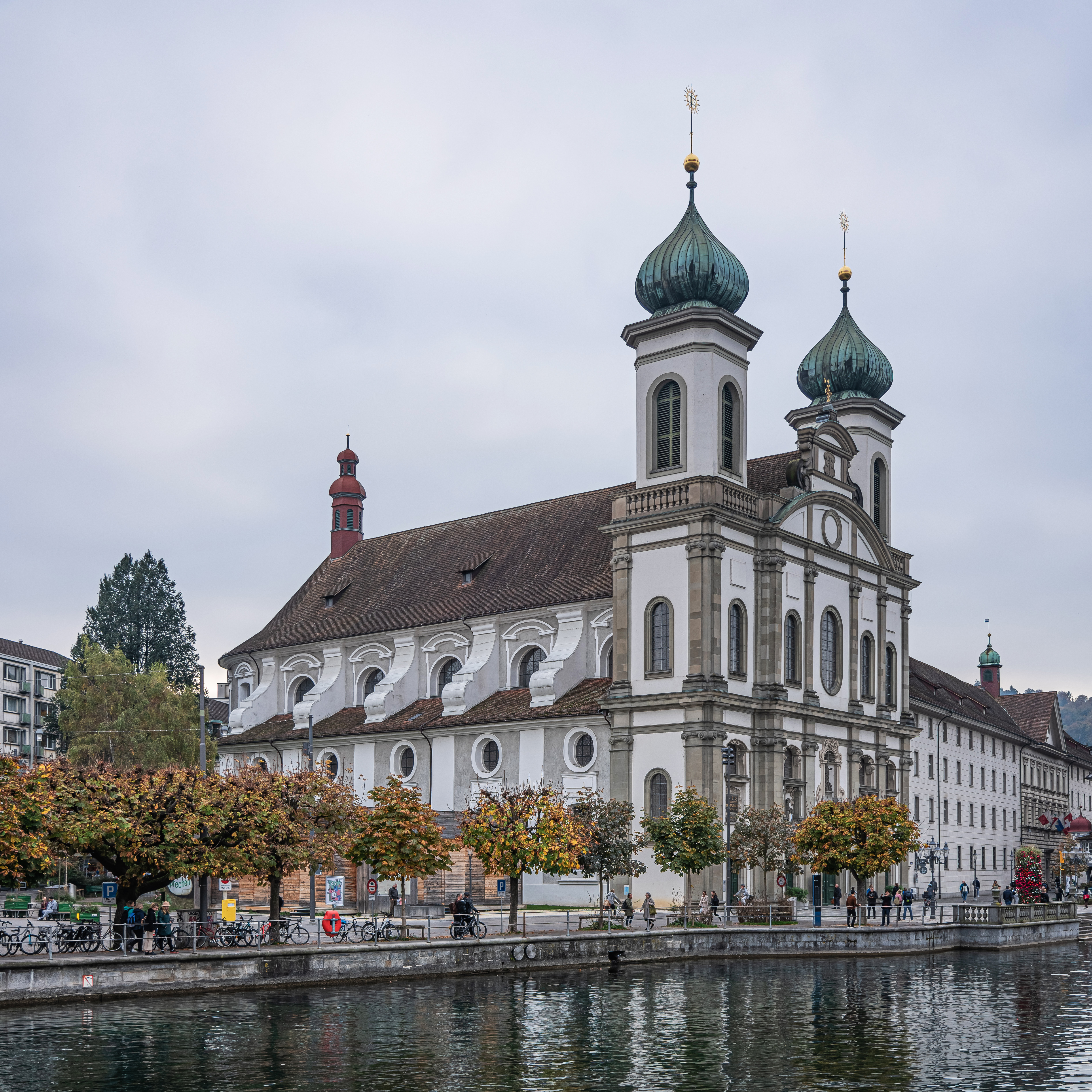
大学声称是耶稣会学院的延续
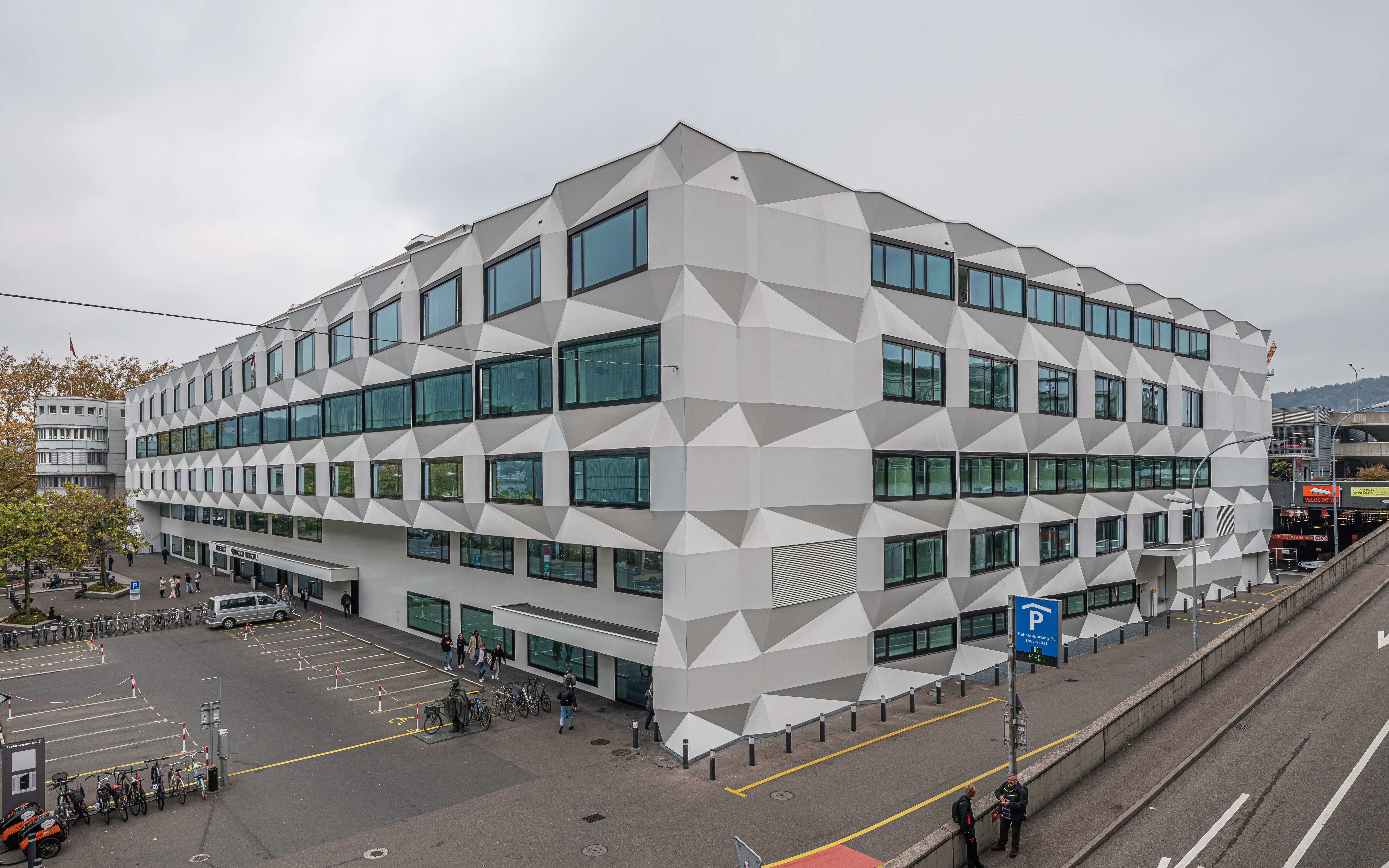
2011年改建的大学教学楼，之前是瑞士邮政办公楼
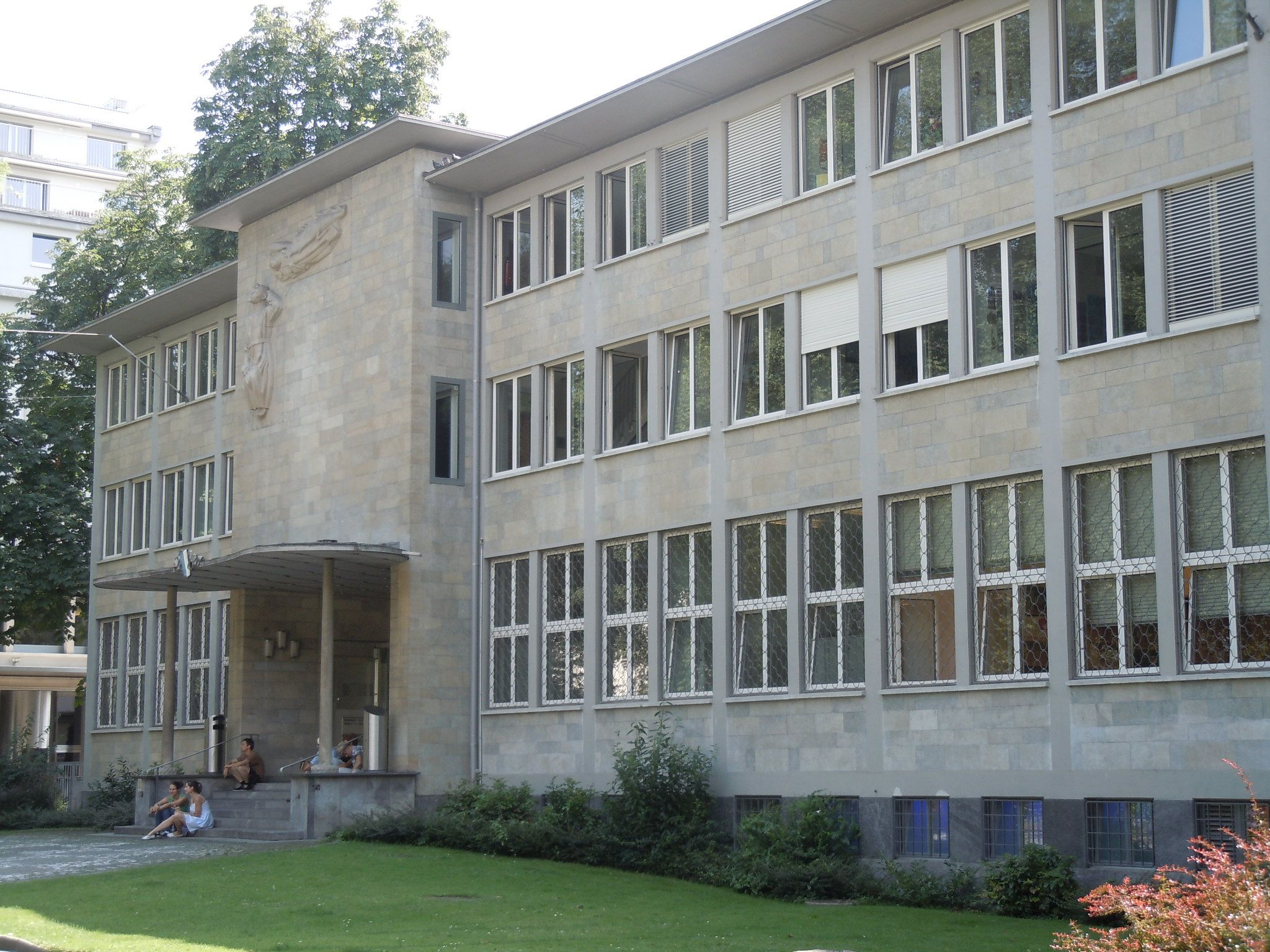
中央图书馆